# Circonscription de Mana Wereda
La circonscription de Mana Wereda est une des 177 circonscriptions législatives de l'État fédéré Oromia, elle se situe dans la Zone Jimma. Son représentant actuel est Temam Seyd.